# Reimerath
Reimerath là một đô thị thuộc huyện Vulkaneifel, trong bang Rhineland-Palatinate, phía tây nước Đức. Đô thị này có diện tích 2,54 km², dân số thời điểm ngày 31 tháng 12 năm 2006 là 70 người.